# Рейтинг країн світу за рівнем щастя населення
Перший рейтинг країн світу за рівнем щастя населення (World Happiness Report 2012) був підготовлений в квітні 2012 року й приурочений до Конференції ООН про щастя.
Автори проекту вважають, що дослідження зможуть допомогти державним керівникам, політичним і громадським діячам краще реагувати на потреби і сподівання своїх громадян з метою підвищення добробуту і сталого розвитку.
Дослідження проводиться діючим при Колумбійському університеті дослідним центром «Інститут Землі» (The Earth Institute) під егідою ООН в рамках глобальної ініціативи «Мережа рішень сталого розвитку» (UN Sustainable Development Solutions Network) з метою показати досягнення країн світу і окремих регіонів з точки зору їх здатності забезпечити своїм жителям щасливе життя.
Рейтинг з'явився в часи, коли міжнародні організації в порівняльних дослідженнях досягнень країн стали все більше уваги приділяти нематеріальній складовій, розвитку поглядів, що важливим для подальшого розвитку є показники, що пов'язані з людським розвитком, екологією (теорія сталого розвитку) тощо.
Головною ідеєю рейтингу країн світу за рівнем щастя населення було розуміння того, що зосередження в міжнародних порівняльних дослідженнях на економічних показниках, таких як рівень валового внутрішнього продукту на душу населення та інших не надає об'єктивної картини щодо відчуття свого добробуту, його змін і сталого розвитку.
Це — п'ятий звіт

## Методологія рейтингу
Методологія рейтингу була сформована в основному в 2012 році, хоча й модернізується при проведенні подальших досліджень. Була побудована дослідницька система з 33 показників, згрупованих в декілька груп.
При складанні рейтингу враховувалися наступні показники благополуччя, як:
1. Валовий внутрішній продукт на душу населення з урахуванням паритету купівельної спроможності в доларах США, приведених до 2011 року (GDP per capita, GDP per capita is in terms of Purchasing Power Parity (PPP) adjusted to constant 2011 international dollars). Джерело даних: Світовий банк — World Development Indicators (WDI) World Bank 2016; OECD Economic Outlook No. 99 (Edition 2016/1) and World Bank's Global Economic Prospects (Last Updated: 01/06/2016).
2. Очікувана тривалість здорового життя (healthy life expectancy). Джерело даних: Всесвітня організація охорони здоров'я — World Health Organization (WHO) and World Development Indicators (WDI).
3. Соціальна підтримка (social support). Джерело даних: Соціальна підтримка є середнім національним відповідей (0 або 1) опитування Gallup World Poll (GWP) із запитання «Якби у Вас була проблема, чи могли би Ви розраховувати на допомогу родичів або друзів в разі потреби?»
4. Свобода вибору в житті (freedom to make life choices) — параметр, який є національним середнім бінарним відповідей обстеження опитування Gallup World Poll (GWP) на запитання «Чи задоволені ви або не задоволені своєю свободою, щоб вибрати те, що ви робите з вашим життям?»
5. Щедрість (generosity), як показник змін/регресу в середньому по країні відповідей опитування Gallup World Poll (GWP) на запитання «Чи витрачали Ви гроші на благодійність в минулому місяці?» приведений до ВВП на душу населення.
6. Сприйняття корупції (perceptions of corruption) є середнє бінарних відповідей опитування Gallup World Poll (GWP) на два запитання: «Чи є корупція широко поширена в державній владі чи ні?» і «Чи є корупція широко поширеною в межах бізнесу чи ні?»

Крім зазначених непрямих показників, основну частину дослідження становлять результати опитувань громадської думки жителів різних країн про те, наскільки щасливими вони себе почувають, які проводив Міжнародний дослідницький центр Геллапа (Gallup International) в період з 2013 по 2017 рік. Виходячи із зазначених параметрів, люди в кожній країні оцінювали своє відчуття щастя за спеціальною шкалою.

## Звіт 2023 року
Про середній рівень 2020—2022 років
| Рейтинг | Країна або регіон        |
| ------- | ------------------------ |
| 1       | Фінляндія                |
| 2       | Данія                    |
| 3       | Ісландія                 |
| 4       | Ізраїль                  |
| 5       | Нідерланди               |
| 6       | Швеція                   |
| 7       | Норвегія                 |
| 8       | Швейцарія                |
| 9       | Люксембург               |
| 10      | Нова Зеландія            |
| 11      | Австрія                  |
| 12      | Австралія                |
| 13      | Канада                   |
| 14      | Ірландія                 |
| 15      | США                      |
| 16      | Німеччина                |
| 17      | Бельгія                  |
| 18      | Чехія                    |
| 19      | Велика Британія          |
| 20      | Литва                    |
| 21      | Франція                  |
| 22      | Словенія                 |
| 23      | Коста-Рика               |
| 24      | Румунія                  |
| 25      | Сінгапур*                |
| 26      | ОАЕ                      |
| 27      | Республіка Китай         |
| 28      | Уругвай                  |
| 29      | Словаччина*              |
| 30      | Саудівська Аравія        |
| 31      | Естонія                  |
| 32      | Іспанія                  |
| 33      | Італія                   |
| 34      | Косово                   |
| 35      | Чилі                     |
| 36      | Мексика                  |
| 37      | Мальта                   |
| 38      | Панама                   |
| 39      | Польща                   |
| 40      | Нікарагуа                |
| 41      | Латвія                   |
| 42      | Бахрейн*                 |
| 43      | Гватемала                |
| 44      | Казахстан                |
| 45      | Сербія*                  |
| 46      | Кіпр                     |
| 47      | Японія                   |
| 48      | Хорватія                 |
| 49      | Бразилія                 |
| 50      | Сальвадор                |
| 51      | Угорщина                 |
| 52      | Аргентина                |
| 53      | Гондурас                 |
| 54      | Узбекистан               |
| 55      | Малайзія*                |
| 56      | Португалія               |
| 57      | Південна Корея           |
| 58      | Греція                   |
| 59      | Маврикій                 |
| 60      | Таїланд                  |
| 61      | Монголія                 |
| 62      | Киргизстан               |
| 63      | Молдова                  |
| 64      | КНР*                     |
| 65      | В'єтнам                  |
| 66      | Парагвай                 |
| 67      | Чорногорія*              |
| 68      | Ямайка                   |
| 69      | Болівія                  |
| 70      | Росія                    |
| 71      | Боснія і Герцеговина*    |
| 72      | Колумбія                 |
| 73      | Домініканська Республіка |
| 74      | Еквадор                  |
| 75      | Перу                     |
| 76      | Пакистан                 |
| 77      | Болгарія                 |
| 78      | Непал                    |
| 79      | Вірменія                 |
| 80      | Таджикистан*             |
| 81      | Алжир*                   |
| 82      | Гонконг                  |
| 83      | Албанія                  |
| 84      | Індонезія                |
| 85      | ПАР*                     |
| 86      | Республіка Конго         |
| 87      | Північна Македонія       |
| 88      | Венесуела                |
| 89      | Лаос*                    |
| 90      | Грузія                   |
| 91      | Гвінея                   |
| 92      | Україна                  |
| 93      | Кот-д'Івуар              |
| 94      | Габон                    |
| 95      | Нігерія*                 |
| 96      | Камерун                  |
| 97      | Мозамбік                 |
| 98      | Ірак*                    |
| 99      | Палестина                |
| 100     | Марокко                  |
| 101     | Іран                     |
| 102     | Сенегал                  |
| 103     | Мавританія               |
| 104     | Буркіна-Фасо*            |
| 105     | Намібія                  |
| 106     | Туреччина*               |
| 107     | Гана                     |
| 108     | Філіппіни                |
| 109     | Нігер                    |
| 110     | Туніс                    |
| 111     | Кенія                    |
| 112     | Шрі-Ланка*               |
| 113     | Уганда*                  |
| 114     | Чад                      |
| 115     | Камбоджа                 |
| 116     | Бенін                    |
| 117     | М'янма*                  |
| 118     | Бангладеш                |
| 119     | Гамбія                   |
| 120     | Малі                     |
| 121     | Єгипет                   |
| 122     | Того                     |
| 123     | Йорданія                 |
| 124     | Ефіопія                  |
| 125     | Ліберія                  |
| 126     | Індія                    |
| 127     | Мадагаскар               |
| 128     | Замбія*                  |
| 129     | Танзанія                 |
| 130     | Коморські Острови        |
| 131     | Малаві                   |
| 132     | Ботсвана                 |
| 133     | ДР Конго                 |
| 134     | Зімбабве                 |
| 135     | Сьєрра-Леоне             |
| 136     | Ліван                    |
| 137     | Афганістан               |

```
* відсутня інформація за 2022 рік.
```

## Рейтинг 2017 року
У підсумковий рейтинг 2017 року увійшли 155 країн світу.
Найщасливішою країною в рейтингу 2017 року стала Норвегія з населенням 4,9 млн осіб, в якій «Індекс щастя» склав 7.537 бала. Королівство Норвегія вважається одним з найбільш благополучних і розвинених держав світу за багатьма соціально-економічними показниками.
Слідом за Норвегією в рейтингу розташувалися Данія (в торішньому рейтингу посідала перше місце), Ісландія, Швейцарія, Японія, Нідерланди, Канада, Нова Зеландія, Австралія і Швеція.
Жодна з найбільших країн за економікою не увійшла в десятку лідерів. Так, Сполучені Штати Америки знаходяться на 14 місці, Німеччина — на 16, Велика Британія — на 19, Бразилія — на 22, Франція — на 31, Італія — на 48, Японія — на 51, Китай — на 79, Індія — на 122.
В дослідженні 2017 також вимірювалися зміни Індексу, які відбулися протягом часу проведення дослідження: зміни рівнів щастя з 2005—2007 рр. по 2014—2016 рр. Вимірювались 126 країн.
За показниками позитивних змін на першому місці — Нікарагуа, слідом за якою — Латвія та Сьєра-Леоне.

## Місце України в рейтингу
У 2018 році Україна зайняла 138-е місце в рейтингу найщасливіших країн світу за 2018 й рік.
Україна у рейтингу 2017 з індексом (показник рівня щастя) 4,096 має 132 рейтингове місце та знаходиться після Гани 131-е місце, індекс 4,12; перед Угандою — 133 місце, індекс 4,081. За показником змін Україна займає 122 місце з показником (- 0,93) в кінці негативного сектору (нижче України лише Ботсвана (-0,973); Греція (-1,099), Центральноафриканська Республіка (1,467) та Венесуела (1,597).
У рейтингу 2016 року Україна з індексом рівня щастя 4.324 займала 123 рейтингове місце та знаходилася після Кенії 122-е місце, індекс 4,324; перед Ганою — 124 місце, індекс 4,276.
У рейтингу 2015 року Україна з індексом рівня щастя 4,681 займала 111 рейтингове місце (з 158-и країн) та знаходилася після Ірану 110-е місце, індекс 4,686; перед Іраком — 112 місце, індекс 4,677.
У рейтингу 2013 року Україна з індексом рівня щастя 5,057 займала 87 рейтингове місце (з 156-и країн) та знаходилася після Гани 86-е місце, індекс (5,091; перед Латвією — 88-е місце, індекс 5,046.